# Вашингтон, Камаси
Камаси Вашингтон (англ. Kamasi Washington) — американский джазовый музыкант, композитор, продюсер и бэнд-лидер. Главным образом известен как тенор-саксофонист.

## Биография
Камаси Вашингтон родился в Лос-Анджелесе в семье музыкальных педагогов, вырос в Инглвуде. Закончил музыкальную «академию» при средней школе им. Александра Гамильтона в Лос-Анджелесе. Затем поступил в Калифорнийский университет на отделение музыкальной этнографии, где начал играть в группе, в которую также входили преподаватели Кенни Баррелл, Билли Хиггинс и бэнд-лидер Джеральд Уилсон. Участвовал в записи альбома Young Jazz Giants (2004). Сотрудничал с различными музыкантами, в том числе и за пределами собственно джаза. Работал с Херби Хэнкоком, Снуп Доггом,, Лорин Хилл, Nas, Джорджем Дюком, Чакой Хан, Flying Lotus, Horace Tapscott, Thundercat, Mike Muir, Francisco Aguabella, Pan African Orchestra, Рафаэлом Садиком и Кендриком Ламаром (альбом To Pimp a Butterfly).
Идея начать играть с большим оркестром появилась у Вашингтона во время записи альбома Джеральда Уилсона «In my time» (2006), в которой ему довелось участвовать. Первый официально изданный альбом музыканта — The Epic, вышел в мае 2015 года и был хорошо встречен критиками.

## Дискография

### В качестве руководителя
- Live at 5th Street Dick’s, (самиздат, 2005)
- The Proclamation, (самиздат, 2007)
- Light of the World, (самиздат, 2008)
- The Epic, (Brainfeeder, 2015)[8]
- Harmony of Difference, (Young Turks, 2017)[9]
- Heaven and Earth (Young, 2018)
- Fearless Movement (Young, 2024)

### В качестве участника
- Gold Райана Адамса (Lost Highway Records, 2001)
- Blackberry Belle группы The Twilight Singers (One Little Indian, 2003)
- Young Jazz Giants — (Birdman, 2004)
- Perseverance Фила Ранелина (Wide Hive, 2011)
- Chameleon Харви Мэйсона — в композиции «Black Frost» (Concord, 2014)
- Up Стэнли Кларка — в композиции «I Have Something To Tell You Tonight» (Mack Avenue, 2014)
- You're Dead! исполнителя Flying Lotus (Warp, 2014)
- To Pimp a Butterfly Кендрика Ламара — тенор-саксофон в композиции «U», а также аранжировки (Aftermath/Interscope, 2015)
- The Beyond / Where the Giants Roam исполнителя Thundercat (Brainfeeder, 2015)
- Run the Jewels 3 группы Run the Jewels — в композиции «Thursday in the Danger Room» (Mass Appeal/RED, 2016)
- Damn Кендрика Ламара — струнные в композиции «Lust» (Top Dawg/Aftermath/Interscope, 2017)

Вместе с Throttle Elevator Music
- Throttle Elevator Music (Wide Hive, 2012)
- Area J (Wide Hive, 2014)
- Jagged Rocks (Wide Hive, 2015)
- Throttle Elevator Music IV (Wide Hive, 2016)[10]

Вместе с Gerald Wilson Orchestra
- In My Time (Mack Avenue, 2005)
- Monterey Moods (Mack Avenue, 2007)
- Detroit (Mack Avenue, 2009)
- Legacy (Mack Avenue, 2011)